# Wojsiełk
Wojsiełk, (lit. Vaišelga) (ur. 1223, zm. 1267 we Włodzimierzu) – wielki książę litewski w latach 1264–1267.

## Życiorys

### Książę Nowogródka
Wojsiełk był synem Mendoga. Za rządów ojca około 1239 roku został mianowany księciem Nowogródka i otrzymał w zarząd Czarną Ruś. W 1254 roku zrezygnował z tronu, przyjął chrzest w obrządku bizantyjskim i wstąpił pod imieniem Roman do klasztoru prawosławnego. Przypisuje mu się założenie Monasteru Ławryszewskiego nad Niemnem. W 1263 po zamordowaniu króla Mendoga przez spiskowców uciekł z Litwy i schronił się w Monasterze Leszczyńskim pod Pińskiem.

### Wielki książę litewski
W 1264 roku na apel wodzów litewskich Wojsiełk powrócił do ojczyzny celem opanowania napiętej sytuacji wewnętrznej. Wspierany przez przybyłe z nim oddziały ruskie spacyfikował powstanie w Auksztocie, pokonał lokalnych kunigasów i ponownie zjednoczył Litwę. Wypędził z kraju Dowmunta, inicjatora królobójstwa z 1263 roku. Innych buntowników wymordował. W latach 1266–1267 prowadził wojnę z Pskowem, podporządkował władzy litewskiej księstwo połockie. Pod naciskiem dziedziców Daniela Halickiego, którzy żądali zwrotu Rusi Czarnej uznał swoim następcą księcia Szwarnę i uczynił go koregentem.

### Abdykacja
W 1267 roku Wojsiełk ustąpił z tronu przekazując pełnię władzy nad Litwą w ręce Szwarny. Ponownie wstąpił do klasztoru prawosławnego. Powrócił jednak kilka miesięcy później do spraw politycznych, gdy książęta halicko-włodzimierscy pokłócili się o posiadane ziemie. Zaproszony jako arbiter przez Lwa Daniłowicza i Wasylka Romanowicza na zjazd ugodowy, Wojsiełk został zamordowany przez Lwa Halickiego w monasterze michajłowskim w Włodzimierzu. 
Pochowany został w monasterze św. Michała Archanioła we Włodzimierzu. 